# Disney Channel (Europa Central)
Disney Channel es un canal de televisión por suscripción infanitl, propiedad de The Walt Disney Company y con cobertura para Chequia, Eslovaquia y Hungría.

## Historia
En Hungría, el canal fue lanzado en septiembre de 2000 originalmente como Fox Kids, expandiéndose a Chequia y Eslovaquia en febrero de 2001. En julio del mismo año, The Walt Disney Company adquiere las operaciones de Fox Family Worldwide, empresa propietaria de los canales Fox Kids en Europa (incluyendo a la señal en Europa Central) bajo la sociedad Fox Kids Europe N.V. El 18 de abril de 2004, todas las señales europeas de Fox Kids lanzaron la marca Jetix como un bloque de programación de series animadas de acción y, después, el 1 de enero de 2005, la mayor parte de estas (incluida la señal centroeuropea) son relanzadas como Jetix.
El 11 de agosto de 2008, Jetix Europa Central empezó a emitir un bloque de programación llamado Disney Stars, en las que aparecían series de Disney como Kim Possible, Phineas y Ferb, American Dragon Jake Long, Hannah Montana y Wizards of Waverly Place.
Después del lanzamiento de Disney XD en Estados Unidos, la Disney-ABC Television Group dio luz verde al lanzamiento de Disney XD en Francia el 1 de abril de 2009 en reemplazo de Jetix y se esperaba de que el canal se lanzase en otros países europeos a lo largo de este año. Sin embargo, Disney anunció que Jetix en ciertos países (específicamente Chequia, Eslovaquia, Hungría, Rumania, Moldavia, Bulgaria y Rusia) sería relanzado como Disney Channel, marcando la primera vez que el canal entra en emisión en la región. El 19 de septiembre del mismo año, Disney Channel Europa Central comenzó sus emisiones en reemplazo de la señal local de Jetix.
El 3 de mayo de 2011, Disney Channel Europa Central estrenó un nuevo paquete gráfico (que incluía nuevos bumpers y un nuevo logotipo) que fue lanzado primero en Estados Unidos, en conjunto con el resto de señales europeas del canal (a excepción de Rusia). El nuevo logo debutó en esta señal primero antes de aparecer en las señales del Reino Unido, Alemania, Francia, Países Bajos y España. El bloque de programación preescolar Playhouse Disney fue relanzado bajo la marca Disney Junior en esta señal el 1 de junio del mismo año.
Desde 2012, la mayoría de los comerciales del canal empezaron a ser producidas en la relación de aspecto 16:9, siendo emitidas con un letterbox en 14:9. En diciembre del mismo año, Disney Channel Europa Central empezó a usar el mismo logo de transmisión y gráficas—con pequeñas diferencias—usadas por la señal británica del canal. Esta actualización fue completamente implementada meses después, en 2013.
En junio de 2014, Disney Channel Europa Central cambió de logotipo y renovó su paquete gráfico, el cual se lanzó primero en Alemania. El canal cambió su relación de aspecto de 4:3 a 16:9 el 29 de enero de 2015.